# علاقات عامة

## تعريف العلاقات العامة
يتطور تعريف العلاقات العامة مع تطورها، ومن هذه التعريفات:
- تعريف العلاقات العامة في قاموس أكسفورد: (العلاقات العامة هي الفن القائم على أسس علمية لبحث أنسب طرق التعامل الناجحة المتبادلة بين المنظمة وجمهورها الداخلي والخارجي لتحقيق أهدافها مع مراعاة القيم والمعايير الإجتماعية والقوانين والأخلاق العامة بالمجتمع).[1]
- تعريف الجمعية الدولية للعلاقات العامة:[2] (هي وظيفة إدارية دائمة ومنظمة تحاول المؤسسة العامة أو الخاصة عن طريقها أن تحقق مع من تتعامل -أو يمكن أن تتعامل- معهم التفاهم والتأييد والمشاركة، وفي سبيل هذه الغاية على المؤسسة أن تستقصي رأي الجمهور نحوها وأن تكيف معه -بقدر الإمكان- سياستها وتصرفاتها وأن تصل عن طريق تطبيقها لبرامج الإعلام الشامل إلى تعاون فعال يؤدي إلى تحقيق جميع المصالح المشتركة).
- يمكن تعريف العلاقات العامة على إنها (سمعة وقيمة وبناء علاقات) للشركات أو الأفراد على حد سواء.[3]
- هي نشاط تسويقي يدرك المسؤولية الاجتماعية للمنظمة ويساعدها على تنمية البرامج وإنشاء طريق اتصال مزدوج الاتجاه مع جماهير المنظمة لكي تضمن أن يكون كلا منهم راضيا عن سياسة وإجراءات المنظمة.[4]
- في أغسطس 1978، عرفت الرابطة العالمية لجمعيات العلاقات العامة المصطلح بأنه «فن وعلم المجتمع لتحليل الاتجاهات، وتوقع النتائج المترتبة عليها، وتقديم المشورات لرواد الأعمال، وتنفيذ الاستراتيجيات والبرامج التي تم التخطيط لها، والتي سوف تخدم كلًا من المنظمة والمصلحة العامة».[5]
- وفي عام 1924 عرفت جمعية العلاقات العامة الأمريكية -وهو اتحاد تجاري مهني[6]-على أنها: «تساعد على تنظيم التعامل بين المؤسسات وجماهيرها».

## أنواع العلاقات العامة
بعد التغيير الكبير الذي شهده العالم بالتطور التكنولوجي، اختلف مصدر تلقي الناس للـمعلومات، وأصبحوا يتجهون للمعلومة الأسرع والأسهل ودائمة التجدد، ومن هنا تم اشتقاق العلاقات العامة الإلكترونية من العلاقات العامة التقليدية، وهي الطريقة الحديثة للقيام بمهام العلاقات العامة. وهذا بالإضافة لوجود نوعين من العلاقات العامة داخل الشركات، وهي العلاقات العامة الداخلية والعلاقات العامة الخارجية.

## تاريخ العلاقات العامة:[8]

### تاريخالعلاقات العامة القديمة
شغف القدماء بالبحث عن إقامة علاقات والتواصل مع مختلف الشعوب، فكان رؤساء القبائل في المجتمعات البدائية يمارسون نوعًا من أنواع العلاقات اعتمدوا فيها على الأطباء والسحرة وأحيانًا الكهنة، حيث كانوا أقدر الناس على استخدام فنون التعبير والتأثير والاقناع، فكانوا أجدر الناس على توجيه الرأي العام، وتلميع صور القادة وإدارة الأزمات، والتحفيز للحروب وحشد الناس لتبني رأي ما، وقد رأينا هذا في مختلف الحضارات القديمة، مثل:

### العلاقات العامة فيالحضارة الآشورية
أبدعوا (النشرات المصورة) حيث كانوا يرسمون بالألوان صورًا لانتصاراتهم وملوكهم مع الأسرة، وكانوا يقومون بعرضها في القصور والساحات والشوارع الرئيسية، تمامًا كالملصقات واللافتات والدعايا الانتخابية الحالية.

### العلاقات العامة فيالحضارة الفرعونية
يعتبر القدماء المصريين من أكثر الشعوب التي اهتمت بالسيطرة على أفكار العامة وتحريك مشاعرهم، واستخدموا في ذلك العديد من أدوات العلاقات العامة التي طبعت في الأذهان صورة الحاكم الإله أو نصف الإله، مثل الخطابات وتشييد المعابد والجداريات التي حفظت كل انجازات الفراعنة والأسرات، وكانت بمثابة النشرة الإخبارية وكتب التاريخ في وقتها.

### العلاقات العامة فيالحضارة اليونانية
فقد كانوا رواد البلاغة والخطابة والإقناع، مثل سقراط وأفلاطون وأرسطو، وتصديهم للسوفسطائيين، كذلك تعتبر الأساطير اليونانية من أقدم الأدوات التي تحكمت في أفكار العامة، من خلال تلقينهم الأفكار الدينية والسياسية بشكل حكايات مبسطة عاشت في ذاكرتهم وتحكمت بشكل غير مباشر في تصرفاتهم وقناعاتهم.

### العلاقات العامة فيالحضارة الرومانية
في عام 49 قبل الميلاد كان يوليوس قيصر يرسل تقارير عن إنجازاته الأسطورية في نشرة يومية بعنوان ACTA DIURNA، ويعتبر يوليوس قيصر من أمهر القادة في الحصول على الدعم الشعبي، حتى وإن كان هذا الدعم قد يؤدي لبدء حرب، ومهارة قيصر راجعة لاهتمامه بتوزيع المنشورات وعرض المسرحيات، بمعنى أنه كان يعتمد في الأساس على كل أجهزة الإعلان في دولته لكسب تأييد وتعاطف شعبه، أي أنه نفس التكنيك الذي استعان به الإعلام في أمريكا في الحرب العالمية الأولى والثانية لإستنهاض الشعور الوطني.

### فيالحضارة الاسلامية
اهتمت الدول الإسلامية منذ القديم بالترويج لنفسها ولمواقفها السياسية، وكانت أشهر الوسائل لذلك الشعر والشعراء، الذين كانوا يشكلون وسائل لبناء شبكة علاقات عامة مع الجمهور، فكان كل حاكم أو طامع في الحكم يحرص أن يجمع حوله ثلة من فحول الشعراء، يروجون لمواقفه ويدافعون عنه بشعر رقيق، فيذيع ذاك الشعر بين الناس لعذوبته، وتروج معه مواقف تلك الشخصية، ولهذا غلب شعر المدح على باقي أغراض الشعر، بل إن مشاهير الشعراء كان أغلبهم مداحين للحكام، كالمتنبي الذين مدح شخصيات كثيرة أشهرها سيف الدولة الحمداني، وأبي تمام الذي كان يمدح المعتصم العباسي، والبحتري الذي كان يمدح المتوكل.

## تطور العلاقات العامة
تطورت العلاقات العامة حتى وصلت لشكلها الحالي في العصر الحديث، يتوقع استمرار تطورها حيث يُتوقع طبقًا لاستفتاء الولايات المتحدة العالمي أن حجم صناعة العلاقات العامة سيقترب من 20 بليون دولار بحلول عام 2020 ولكنها تمر بمشكلة كبيرة بمصر، حيث أن عدد شركات العلاقات العامة الحالية غير كافية لتغطية احتياجات السوق، كما أن العلاقات العامة عانت من الخلط بينها وبين التسويق الالكتروني أو الدعايا المباشرة، ولهذا ظهرت بعض المجلات التوعوية التي تسعى لتوعية الناس بالعلاقات العامة وأهمية دورها وكانت أبرزهم مجلة بالعربي PR الإلكترونية التي أسستها شركة sPRk للعلاقات العامة عام 2016 ولاقت انتشارًا واسعًا، حيث عملت على توضيح معنى العلاقات العامة والفرق بين نوعي العلاقات العامة، الإلكترونية والتقليدية.
أبرمت شركة إيدلمان والمملكة العربية السعودية عقودًا تبلغ قيمتها حوالي 9.6 مليون دولار (7.9 مليون جنيه إسترليني) تم توقيعها على مدى السنوات الأربع الماضية. صنفت منظمة فريدوم هاوس المملكة كواحدة من "أسوأ الدول على مستوى العالم" فيما يتعلق بحقوق الإنسان والحريات السياسية والمدنية. يقال ، خلال وقت مقتل جمال خاشقجي ، كانت شركة إيدلمان واحدة من العديد من شركات العلاقات العامة لمساعدة المملكة العربية السعودية في العمل على سمعتها العالمية. تلقت الشركة أو تعاقدت على 9.6 مليون دولار كرسوم من الوكالات والشركات التي يسيطر عليها النظام الخليجي ، وفقًا لوثائق حفظ وزارة العدل الأمريكية التي نشرتها مجموعة المراقبة OpenSecrets.

## أدوات العلاقات العامة:[1]
الاتصالات الشخصية: تعد من أهم وأبرز الوسائل المستخدمة في العلاقات العامة لكونها ذات أثر كبير ومباشر في عملية الاتصال، فضلًا عن كونها وسيلة ذات اتجاهين يمكن من خلالها قياس رد الفعل أو مستوى الإجابة لما يتم عرضه من أفكار أو توجهات أو حوار هادف.
الوسائل المطبوعة: هناك نماذج وأشكال متنوعة يمكن استخدامها في مجال المطبوعات ولكنها في الغالب تقسم إلى مجموعتين هما: البريد المباشر، والمطبوعات.
الاتصالات المرئية: وهي مجموعة الاتصالات التي تتم عبر استخدام حاسة البصر لكي يتم التعرف من قبل الطرف المستهدف عن الشيء  المقصود بشكل دقيق وواضح، ومن أبرز الوسائل المستخدمة:
أ- الصور الفوتوغرافية.
ب- الأفلام.
ج- التلفزيون.
د- المعارض.
هذا وتختلف أدوات العلاقات العامة الإلكترونية عن أدوات العلاقات العامة التقليدية.

## اتجاهات العلاقات العامة
تقوم العلاقات العامة بجهودها على تبادل الآراء وتحليل الاتجاهات للرأي العام وسالكة بذلك اتجاهين هما:
الأول: يتمثل بالإتصال الصادر من المنظمة إلى المجتمع والذي يقوم على أساس إعلامهم بما تقدمه المنظمة من منتجات مختلفة بشكل صادق وآمن وعبر ما تستخدمه من وسائل اتصال متاحة.
الثاني: وهو عكس ذلك من المجتمع إلى المنظمة، وذلك عندما تقوم بنقل آراء ووجهات نظر المجتمع وسواء كان ذلك بمضمون نشاط المنظمة أو ما يطمح إليه من حاجات وبـأسلوب علمي، وأن يقود إلى تحقيق فعل تصحيحي لمسار عمل المنظمة.

## دور رجل العلاقات العامة
يقوم دور العلاقات العامة على التعريف بأنشطة المؤسسة ويمتد لاستقبال المعلومات من الجمهور ليعمل من خلال هذه المعلومات على تطوير الجهاز، وكما أن لها دورًا في تلبية رغبات وحاجات الجمهور الداخلي من نواحي مختلفة فيما يتعلق بثقافة المنشأة وخلق صورة ذهنية إيجابية للمؤسسة لدى الجمهور الخارجي.

## الأهداف التي يعمل عليها رجال العلاقات العامة
التعريف بالمؤسسة والحصول على المعلومات والاتصال والتنسيق والتخطيط والتقييم.
- التعريف بنشاط المؤسسة: وسيلة في التعريف الصحيح المقنع بنشاط المؤسسة وكسب تأييد الجمهور والرضا عنه.
- البحث وجمع المعلومات: إجراء بحوث الرأي والاستطلاع وجمع معلومات عن استراتيجيات الشركات المنافسة ومنتجاتها وجماهيرها وكذلك معلومات عن الشركة ومنتجاتها.
- الاتصال: توفير قنوات الاتصال المناسبة في الاتجاهين من المنظمة إلى الجماهير ومن الجماهير إلى المنظمة إما عن طريق الاتصال الشخصي أو الاتصال الجماهيري.
- تخطيط برامج العلاقات العامة وتنفيذها: تضع خطط وقائية وعلاجية لتحسين صورة المنشأة الذهنية لدى الجماهير وتقسم إلى خطط طويلة ومتوسطة وقصيرة المدى.
- التقييم: يقوم تقييم برامجها وخططها تقييمًا مرحليًا (أثناء التنفيذ) وتقييمًا بعديًا.
- التنسيق: تعتبر جهاز تنسيق بين إدارات المنشأة المختلفة، وكذلك التنسيق بين المنشأة وجماهيرها.
- زيادة التفاعل والاهتمام: بثقافة المنشأة للجمهور الداخلي والخارجي من أجل الوصول وتحقيق أهداف المنشأة.
- التواصل: يعتبر رجل العلاقات العامة النقطة الموصلة بين الأقسام داخل الشركة وتعتبر جزء لايتجزء من قسم التسويق إلا أنها بكل الأقسام ومنها HR.
- أيضاً متابعة كل ماينشر عن المؤسسة في الصحف المحلية أو الخارجية والرد عنها في حالة توجيه أي ملامة أو ذم للمنشأة وأيضاً أخذ المعلومات ووضعها بملف مختص ورفعها لمدير الإدارة العليا.

لذلك تقوم بـ
1-    إيجاد التفاهم المتبادل بين المنظمة والمنظمات الأخرى في المجتمع وأفراده تحقيقًا للصالح العام.
2-    تعريف الجمهور بالمنظمة وبالخدمة أو السلعة التي تنتجها.
3-    شرح سياسة المنظمة أي الجمهور بهدف قبولها والاقتناع بها.
4-    التأكد من أن جميع الأخبار التي تنشر عن المنظمة للجمهور صحيحة وسليمة.
5-    حماية المنظمة من هجوم قد يقع عليها نتيجة نشر أخبار كاذبة للجمهور عنها.
6-   تهيئة جو صالح بين المنظمة والأفراد المتعاملين معها من الجمهور وبين العاملين بها بعضهم البعض.
7-    تشجيع الاتصال بين المستويات الإدارية العليا والمستويات الإدارية التنفيذية والعكس صحيح أيضا.
8-    التنسيق بين الإدارات المختلفة لتحقيق الانسجام في الأداء فيما بينهما.

## وظائف العلاقات العامة:[13][14]
- تقويم  الإتجاهات وقياس إتجاهات الرأي العام.
- تحديد ورسم سياسات المنظمة بما يتفق مع مصلحة الجمهور.
- تنفيذ البرامج التي تهدف إلى كسب رضا الجمهور.
- الحرص على تقديم الأعمال التي تحظى باحترام وثقة الجمهور.
- تحقيق المزيد من التعاون الخلاق والأداء الفعال باستخدام الإعلام المخطط.
- المشاركة في حل مشكلات المجتمع والبيئة المحيطة بالمنظمة.
- المساهمة في تحقيق التنمية الاقتصادية والاجتماعية.
- علاج مشكلات الإدارة والعمل على مواجهة التحديات التي تشكل عقبة في سبيل التنمية الإدارية وذلك على النحو التالي:

- إبراز مظاهر القصور في القوانين واللوائح التي تعجز عن توفير المرونة لمواجهة الظروف المتغيرة والمتطورة.
- تشجيع الحلول الذاتية والمبادرات التي يقدمها بعض الإداريين للتغلب على المشكلات.
- تنشيط المناقشات الموضوعية الهادفة إلى تطوير الجهاز الإداري وإعادة توزيع القوى العاملة بما يتفق مع مصلحة العمل.
- تعريف الناس الزبائن العاملين بالمؤسسة وشرح رسالتها وأهدافها بلغة مبسطة سهلة الفهم للجميع.
- تنسيق العمل بين الأقسام والدوائر ضمن الفرع الواحد لتحقيق الانسجام بين الفرع وجماهيره الداخلية والخارجية.
- العمل كمستشار لأعضاء مجلس الإدارة وللمستويات الادارية العليا.
- تنظيم مقابلات المدير واستقبال الزوار والمراجعين بشكل لبق وحضاري.
- بحث وتحليل وتلخيص جميع المسائل التي تهم الإدارة ورفعها إليها.
- استقبال الضيوف الرسميين وتأمين متطلباتهم وراحتهم.
- إعداد النشرات الاعلامية التي تتعلق بنشاطات الفرع.
- إعداد الردود على الشكاوي في ضوء توجيهات المدير مرفقة بالوثائق وليس تسويف.
- متابعة إجراءات سفر الموفدين من العاملين بمهمات رسمية خارج القطر.
- إنشاء الكتب والمذكرات التي يطلبها المدير.
- التحضير للمؤتمرات والمنتديات المحلية والمركزية (مشاركات فعالة).
- تحليل المواد الاعلامية الواردة في وسائل الاعلام الورقي والإلكتروني وتعقبها وإعداد الردود عليها وتعميمها على العاملين للاطلاع.
- تأمين التغطية الإعلامية المناسبة لكل أنشطة المديرية.
- القيام بالآداب العامة لجهة الأفراح والأحزان وإرسال الزهور والتبريكات وبرقيات التعازي وللمناسبات الدينية والاجتماعية والوطنية.
- إجراء عمليات قياس لاتجاهات الرأي العام حول توجهات وخدمات المؤسسة أو الفرع مع قياس رضا الزبائن.
- استلام الشكاوى وإحالتها إلى الجهات ذات العلاقة لاعداد الرد والإجابة والمتابعة والتأكد من تغذية راجعة حول قناعة الجهة الشاكية بالرد والإجابة.
- مسك السجلات اللازمة وتوثيق وتصنيف كل هذه المهام.
- التنسيق مع دوائر العلاقات العامة ومديريات التطوير في الجهات الأخرى لتبادل الخبرات.
- تأمين الحجوزات في الفنادق لضيوف المؤسسة الذين تستوجب مهماتهم الإقامة والمنامة.
- تقديم المساعدة المناسبة حسب المناسبة لا سيما الإنسانية باسم السيد المدير.
- المشاركة الفعالة الواضحة البارزة في مختلف المناسبات لابراز صورة الفرع بشكل جيد.
- مساعدة وتشجيع الاتصال بين المستويات الادارية (التنسيق).
- الدعوى إلى كوكتيل شهري لتهيئة جو صالح بين الموظفين والإدارة داخل المديرية على حساب المدير.
- مساعدة الزبائن على تكوين الرأي الحر المبني على أسس من الواقع من خلال تزويد الزبائن بكل المعلومات واطلاعها على الوثائق (نشر بعض أدلة العمل في كل وسائل الاعلام وإرسالها إلى المشتركين).[15]

## التنظيم الإداري للعلاقات العامة
إن العلاقات العامة لها العديد من الهياكل الإدارية شأنها شأن أي إدارة داخل المنظمة، ولكن هذا الجهاز أكثر خطورة من غيره من حيث الدور الذي يلعبه في التحكم في العمليات الاتصالية التي تتم بين المستويات الإدارية العليا والوسطى والدنيا وكذلك تكوين الصورة الذهنية للمؤسسة بالنسبة للجمهورين الداخلي والخارجي وهناك بعض المؤسسات ترى ضرورة وضع العلاقات العامة في الإدارة الوسطى نظرا لما يمكن أن تلعبه مثل هذه الإدارة في تكوين اتصال ناجح بين الإدارة العليا والإدارة الدنيا.
ولكن -في رأيي- أنه يجب وضعها في مستوى الإدارة العليا لسببين:-
1 - الضرب عن المؤسسة ضد أي استقطاعات مادية يمكن أن تؤثر على أداء هذا الجهاز الاتصالي.
2 - وكنتيجة للسبب الأول، يمكن لجهاز العلاقات العامة أن يدافع عن العاملين في الإدارة المباشرة (الإدارة الدنيا) ضد تعنت الإدارة العليا.
ووضع العلاقات العامة في الهيكل الإداري يمكن أن يأخذ وضعه الصحيح حسب اقتناع الإدارة العليا بأهمية هذا الجهاز فهناك بعض الإدارات التي تعتبر العلاقات العامة ليست أكثر من إدارة للدفاع عن المؤسسة في أوقات الأزمات وما دامت لاتتعرض المؤسسة لأزمات فجهاز العلاقات العامة ليس له أهمية وهناك إدارات أخرى تعتبرها على أنها إدارة تنفيذية تقع في آخر الجهاز التنفيذي ولا داعي لوضعها في محل مشاركة في إدارات اتخاذ القرارات ليس أكثر، فهي إدارة اتصالية وهناك آخرون لا يعترفون أساسا بهذه الإدارة ولايملكون أدنى علم بالدور الذي يمكن أن تقوم به هذه الإدارة في النهوض بالمؤسسة وفي النهاية يجدر بنا الإشارة إلى أنه يجب أن تعمل إدارة العلاقات العامة في شكل فريق عمل يسعى لتحقيق أهداف عامة ينتج عنها أهداف تفصيلية في مجملها تحقق الهدف العام للمؤسسة وكذلك تعمل في إطار مراعاة مصلحة المجتمع.

## جهاز العلاقات العامة
العلاقات العامة لها أهمية كبيرة نظرا لأنها تكون الصورة الصحيحة لأي مؤسسة كانت، فعند اتصالها بالإدارة العليا مباشرة تستطيع إنجاز المهام الموكلة إليها أسرع وأفضل ومعالجة كل الصعوبات التي قد تواجه تنفيذ العمل.
كما تمثل العلاقات العامة أهمية كبرى في كل حكومة ولكل مؤسسة عامة أو خاصة كونها وسيلة ربطها بجماهيرها التي ازداد وعيها الثقافي وارتفعت توقعاتها وتطلعاتها وآمالها في أن يتوفر لها العيش الكريم المناسب بواسطة المؤسسات الخادمة لها في القطاعين العام والخاص.
فمهمة العلاقات العامة «إيجاد الترابط الوثيق بين المصلحة التابعة لها والمتعاملين معها من المصالح الأخرى والجمهور»، فما هي إلا مجال من مجالات الخدمة الإنسانية.
والعلاقات العامة تختلف في مفاهيمها وفي تطبيقاتها تبعا للشخص الموجود على قمة الهرم الوظيفي وهي بذلك تتشكل حسب المفاهيم الخاصة والشخصية لذلك المسؤول، فالمدير الواعي الفاهم لمسؤولياته جيدا والعارف بأهمية العلاقات العامة وأهميتها وحقيقة دورها بلا شك غير المدير الذي لا يعرف عن العلاقات العامة سوى جزئية بسيطة جدا تنحصر غالبا في الأعمال ذات العلاقة بالضيوف والزائرين، وهذه الجزئية وإن كانت ذات أهمية إلا أنها تمثل جزئية بسيطة في الإطار العام لمفهوم العلاقات العامة.
ومن هنا فإن بعض المدراء يولون العلاقات العامة اهتماما خاصا ويستشيرونها في مختلف القرارات التي يصدرونها انطلاقا من مفهومهم لدور العلاقات العامة في التعرف على آراء الجماهير واتجاهاتها، في حين نجد في الطرف الآخر نوعية أخرى من المدراء يختصر دور العلاقات العامة في مجرد استقبال الضيوف وإعداد برامجهم.

## المهام الرئيسة لموظف العلاقات العامة
هنالك الكثير من المهام التي سنوضح بعضا منها مثل:
- خلق علاقة ودية بالجماعة سواء من العاملين داخل المركز أو خارجه أو الجماهير.
- اعتبار موظف العلاقات العامة ناطق رسمي باسم المركز.
- وضع إستراتيجية معينة للاتصالات.
- مسؤولية العلاقات العامة عن المطبوعات المختلفة التي يصدرها المركز من حيث إعدادها والإشراف عليها.
- تزويد الصحافة بأخبار المنظمة والجهاز.
- لنجاح عملية التخطيط «الخطة المتوسطة وطويلة المدى» تقوم إدارة العلاقات العامة بتوظيف مجموعة من الوسائل الاتصالية بحسب المدة الزمنية التي تستغرقها الخطة ومن هذه الوسائل الاجتماعات والمؤتمرات واللقاءات.

## دور العلاقات العامة في النهوض بالمؤسسة
- تقصي الحقائق.
- التخطيط والبرمجة: دور العلاقات العامة في النهوض بالمكتب.
- تقصي الحقائق: لتحقيق صورة بينية جيدة تقوم بعض المكاتب بتقصي الحقائق حول مؤسسات أخرى لمعرفة نقاط القوة ونقاط الضعف التي تميز عمل المؤسسات الأخرى المنافسة.
- التخطيط والبرمجة: انطلاقا من النتائج التي توصلت إليها إدارة العلاقات العامة من خلال عملية تقصي الحقائق يقع التخطيط والبرمجة للمؤسسة من خلال وضع خطط متوسطة وطويلة المدى لمحاولة ترويج صورة ذهنية جيدة للمؤسسة تكون مغايرة لصورة المكاتب المنافسة.
- الاتصال والتنفيذ: لنجاح عملية التخطيط «الخطة المتوسطة وطويلة المدى» تقوم إدارة العلاقات العامة بتوظيف مجموعة من الوسائل الاتصالية بحسب المدة الزمنية التي تستغرقها الخطة ومن هذه الوسائل الاجتماعات والمؤتمرات واللقاءات.

## الوسائل المستخدمة في العلاقات العامة[16]
1. الاتصالات الشخصية: تعد من أهم وأبرز الوسائل المستخدمة في العلاقات العامة لكونها ذات أثر كبير ومباشر في عملية الاتصال، فضلاً عن كونها وسيلة ذات اتجاهين يمكن من خلالها قياس رد الفعل أو مستوى الإجابة لما يتم عرضه من أفكار أو توجهات أو حوار هادف.
2. الوسائل المطبوعة: هناك نماذج وأشكال متنوعة يمكن استخدامها في مجال المطبوعات ولكنها في الغالب تقسم إلى مجموعتين هما:
  1. البريد المباشر: وتعد في ذات الوقت من الوسائل المهمة الرئيسية المستخدمة أيضاً في التسويق المباشر، والتي ينحصر دورها في العلاقات العامة على أساس كونها رسالة ذات مضمون معين يمكن إرسالها إلى أشخاص أو أطراف متعددة وفي الغالب يمكن إرسالها إلى الموزعون، الوسطاء، العاملون، المستهلكون...الخ.
  2. المطبوعات: وهي استكمال إلى البريد المباشر وربما يأتي في مرحلة لاحقة له وتستخدم لإعطاء المزيد من المعلومات عن الموضوع المستهدف إيصاله، وتأخذ أشكال مختلفة كالكتيبات، والملفات المتكاملة والمتضمنة معلومات عن الموضوع المستهدف في الاتصال، المغلفات البريدية...الخ.
3. الاتصالات المرئية: وهي مجموعة الاتصالات التي تتم عبر استخدام حاسة البصر لكي يتم التعرف من قبل الطرف المستهدف عن الشيء المقصود بشكل دقيق وواضح، ومن أبرز الوسائل المستخدمة: الصور الفوتوغرافية، الأفلام، التلفزيون، المعارض.